# Mintia, Hunedoara
Mintia (în germană Bayersdorf, Baiersdorf, în maghiară Marosnémeti, Németfalva, Németi) este un sat în comuna Vețel din județul Hunedoara, Transilvania, România.

## Așezare
Localitatea Mintia este situată în partea centrală a județului Hunedoara, pe culoarul văii Mureșului și a Munților Poiana Ruscă, pe DN7, Deva - Mintia - Săvârșin.

## Scurt istoric
Săpăturile arheologice făcute de-a lungul timpului pe teritoriul localității, au adus nenumărate dovezi materiale ale unei locuiri încă din cele mai vechi timpuri, astfel, pe hotarul localității, în dreptul pasajului de trecere peste calea ferată uzinală de la termocentrală, se semnalează o așezare aparținând culturii Turdaș, cu elemente ale grupului cultural Mintia - Foieni. 
Așezarea romană de la Micia, se întinde pe partea stângă a Mureșului, până lângă Fabrica de acetilenă iar descoperirile făcute aici, demonstrează că această așezare depășește etapa unei așezări rurale odată cu sec. II e.n. și ajunge cu timpul în stadiul unui oraș bine dezvoltat. Aici s-a descoperit un impresionant tezaur monetar roman imperial.

## Economie
Un rol important în economia acestei localități îl are industria energetică, industria chimică (producerea acetilenei), industria materialelor de construcție, industria producătoare de utilaje frigotehnice, industria de prelucrare a lemnului (prelucrare primară și producție de mobilier), industria alimentară (morăritul și panificația), comerțul dar și agricultura și creșterea animalelor.

## Atracții turistice
- Castelul Gyulay Ferenc, secolul al XVII-lea
- Biserica Reformată, secolul al XVI-lea
- Castrul roman Micia

## Monumente istorice
- Biserica Reformată (secolul XVI)

## Lăcașuri de cult

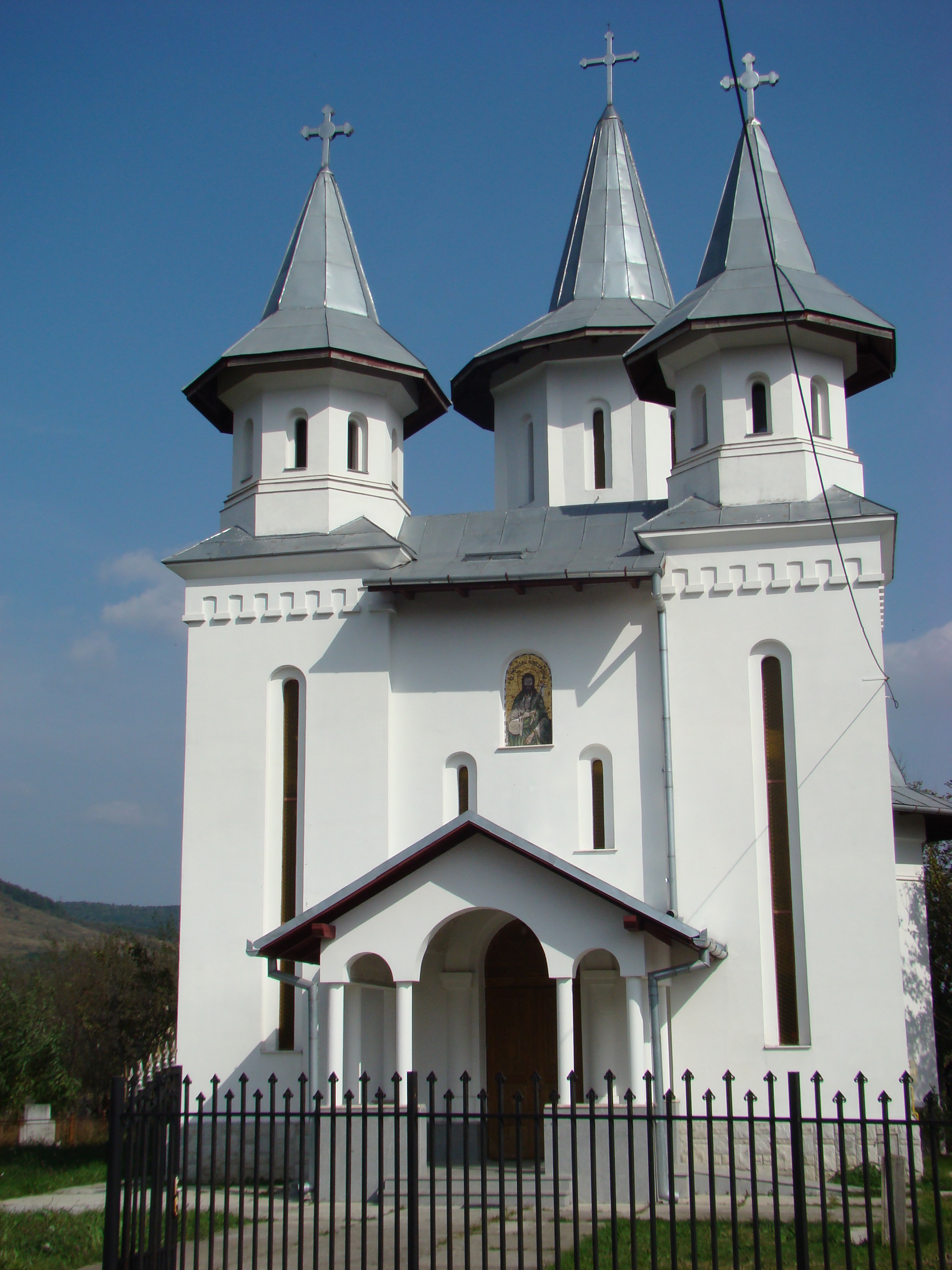
Biserica ortodoxă „Sfântul Ioan Botezătorul”

Biserica ortodoxă, închinată „Sfântului Ioan Botezătorul”, este un edificiu de plan triconc, cu absidele pentagonale, supraînălțat printr-o turlă octogonală zveltă, pe bază patrulateră. De aceeași formă sunt și terminațiile celor două turnuri-clopotniță, care străjuiesc unica intrare apuseană, precedată de un pridvor deschis de zid. Biserica, acoperită integral cu tablă, a fost construită în două etape, anume în anii 1939-1944 (ridicată până la nivelul acoperișului) și 2001-2005, în timpul păstoririi preoților Aron Munteanu și Cosmin Panțuru. Între 2005 și 2007 s-a executat, parțial, împodobirea iconografică a pereților, în tehnica „frescă”, de pictorul Ștefan Tomescu din Galați. Înaintașa bisericii actuale, un lăcaș de cult medieval din lemn, se află expusă, din 1991, la Muzeul Țăranului Român din București.

## Personalități marcante
- Petru Cornea (1880-1957) delegat la Marea Adunare Națională de la Alba Iulia, al cercului electoral Deva, primar.
- Andronic Donci  (1888 - 1948), deputat în Marea Adunare Națională de la Alba Iulia 1918
- Aron Podelean (1881 - 1934), deputat în Marea Adunare Națională de la Alba Iulia 1918
- Nicolae Podelean (1876 - 1934), deputat în Marea Adunare Națională de la Alba Iulia 1918

## Galerie de imagini

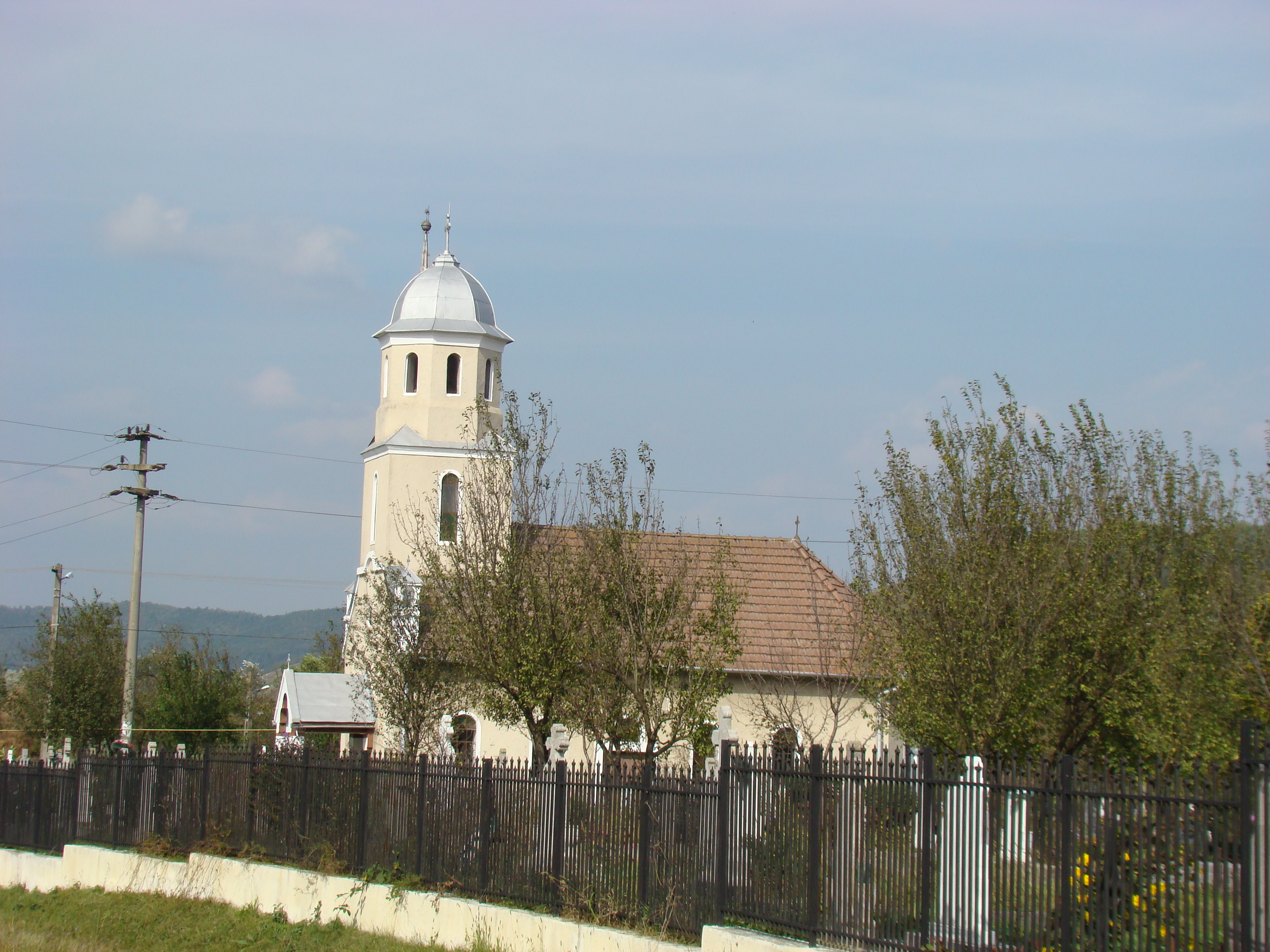
Biserica greco-catolică „Sfântul Ioan Botezătorul” (1934)
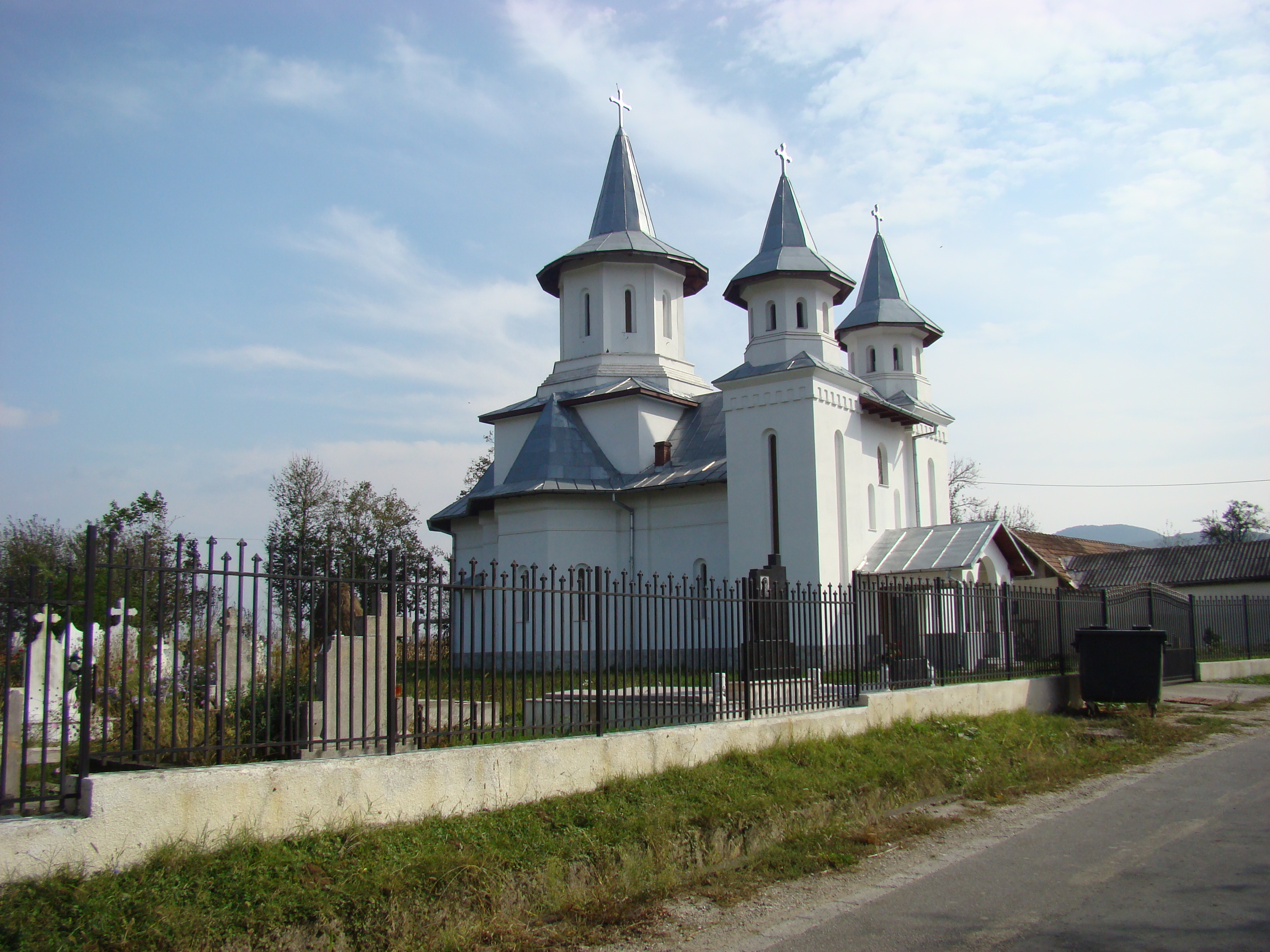
Biserica ortodoxă
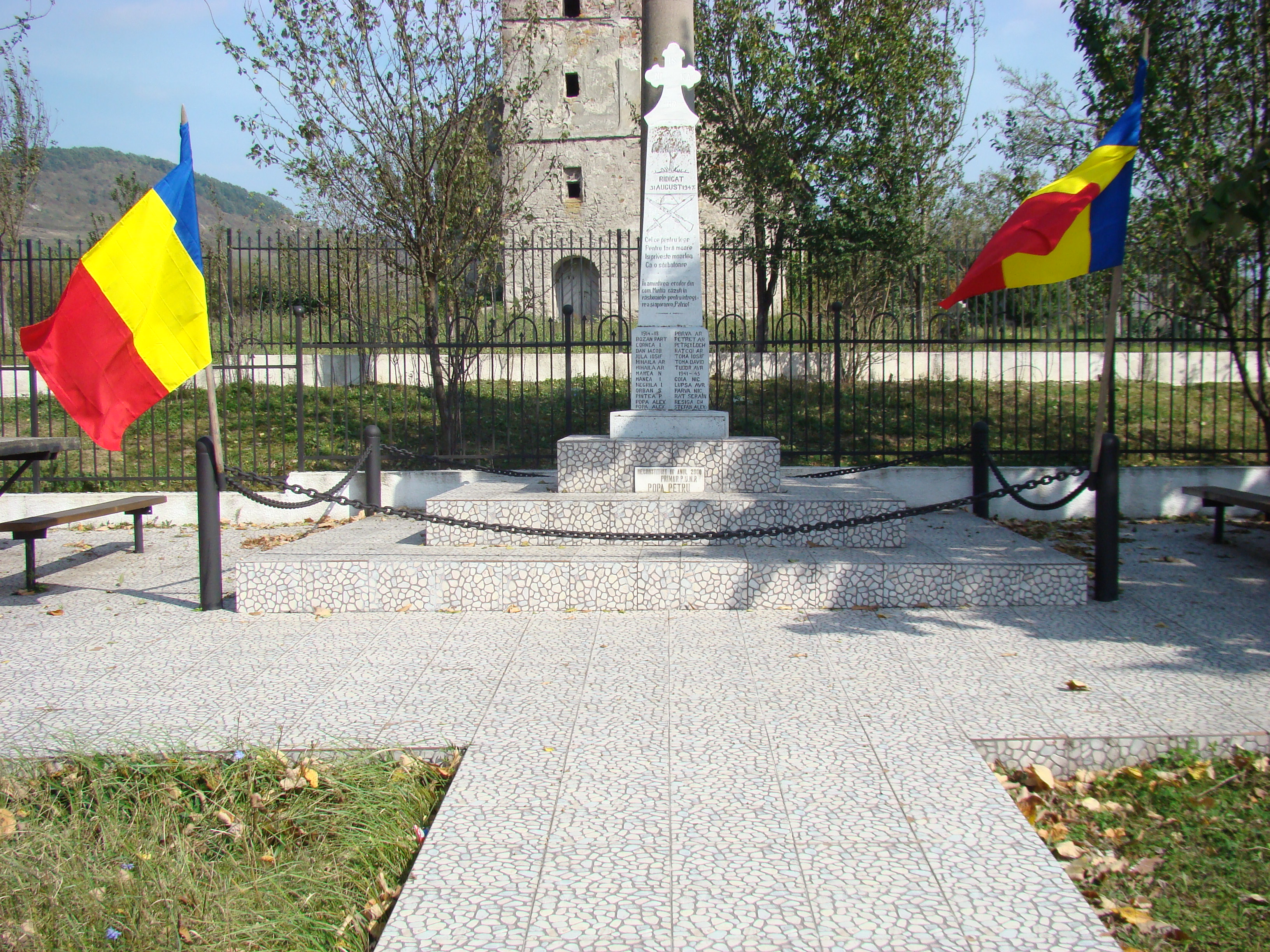
Monumentul eroilor
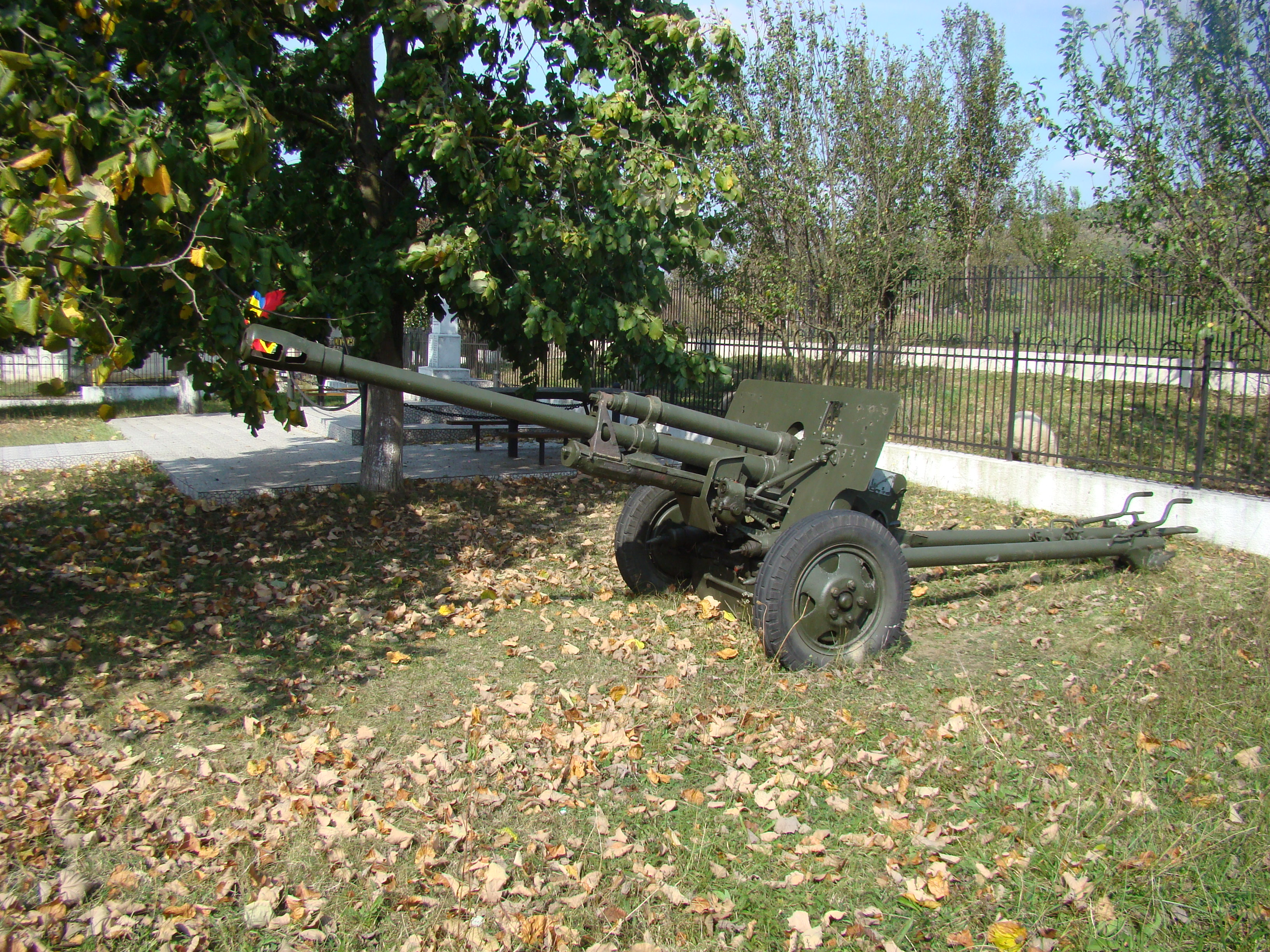
Monumentul eroilor